# Cathédrale Marie-Notre-Reine de Baltimore
La cathédrale Marie-Notre-Reine est une cathédrale catholique située aux États-Unis dans l'État du Maryland, dans la ville de Baltimore. 
La cathédrale est le siège de l'archidiocèse de Baltimore. Elle a remplacé la basilique du sanctuaire national de Notre-Dame-de-l'Assomption, qui fait désormais office de co-cathédrale pour l'archidiocèse. 

## Historique
Elle a été construite de 1954 à 1959.

## Architecture
Marie-Notre-Reine est une structure néo-gothique avec des accents Art déco. Elle a été construite en briques recouvertes de pierre calcaire et présente un plan classique cruciforme orienté vers l'est. 

### Dimensions
Les dimensions de l'édifice sont les suivantes ;

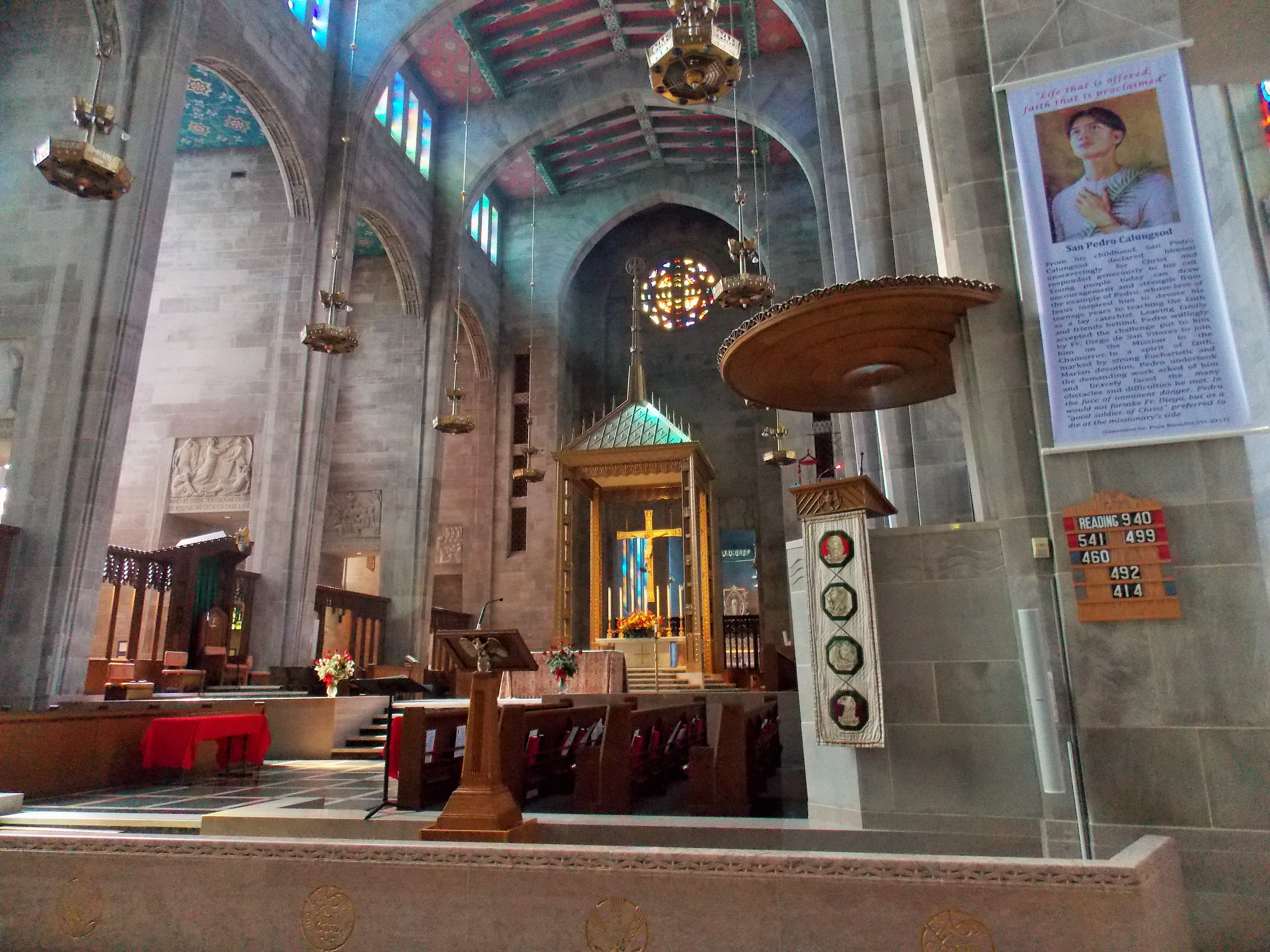
Le chœur
avec la chaire.

- hauteur sous voûte : 27,4 m ;
- longueur : 113,7 m ;
- hauteur des flèches : 49,7 m ;
- largeur : 40,2 m.